# Joachim-Ernest d'Oettingen-Oettingen
Joachim-Ernest d'Oettingen-Oettingen (en allemand Joachim Ernst zu Oettingen-Oettingen) est né à Oettingen (Allemagne) le 31 mars 1612 et est mort à Harbourg le 8 août 1658. Il est un noble allemand, fils du comte Louis-Évrard d'Oettingen-Oettingen (1577-1634) et de la comtesse Marguerite d'Erbach (1576-1635), fille de Georges III d'Erbach.

## Mariage et descendance
Le 8 décembre 1633 il se marie avec la comtesse Anne-Sibylle de Solms-Sonnenwalde (1615-1635), fille d'Henri-Guillaume de Solms-Sonnenwalde (1583-1632) et de Sophie-Dorothée Mansfeld-Arnstein (1593-1617). De ce mariage naissent:
- Sophie-Marguerite d'Oettingen-Oettingen (1634-1664), mariée avec Albert II de Brandebourg-Ansbach (1620-1667).

Il se remarie le 5 décembre 1638 avec Anne-Dorothée de Hohenlohe-Neuenstein (1621-1643), fille du comte Charles VII de Hohenlohe-Neuenstein (1582-1641) et de Sophie de Deux-Ponts-Birkenfeld (1593-1676). De ce mariage naissent:
- Marie-Dorothée-Sophie d'Oettingen-Oettingen (1639-1698), mariée avec le duc Eberhard VII de Wurtemberg (1614-1674).
- Charles-Louis, né et mort en 1641
- Albert-Ernest Ier d'Oettingen-Oettingen (1642-1683), marié avec Christine-Frédérique de Wurtemberg.
- Suzanne-Jeanne (1643-1713), mariée avec Frédéric Magnus de Castell (1646-1717).

Veuf de nouveau, se marie pour la troisième fois le 9 mai 1646 à Nürnberg avec Anne-Sophie de Palatinat-Soulzbach (1621-1675), fille du comte Auguste de Palatinat-Soulzbach (1582-1632) et d'Hedwige de Holstein-Gottorp (1603-1657). De ce troisième mariage nait:
- Sophie-Julienne (1656-1743), mariée avec le comte Philippe d'Oettingen-Wallerstein (1640-1680)